# Gornja Previja
Gornja Previja (szerbül: Горња Превија) falu Bosznia-Hercegovinában, a Szerb Köztársaságban, Ribnik községben. 

## Fekvése
Bosznia-Hercegovina északnyugati részén, Banja Lukától légvonalban 42, közúton 56 km-re délnyugatra, községközpontjától légvonalban 4, közúton 12 km-re északra, a Dimitor-hegység lábánál, a Mrkonjić Gradot Ključcsal összekötő főút mentén fekszik.

## Népessége
| Nemzetiségi csoport | Népesség 1991 | Népesség 2013 |
| ------------------- | ------------- | ------------- |
| Szerb               | 163           | 109           |
| Bosnyák             | 0             | 0             |
| Horvát              | 0             | 0             |
| Jugoszláv           | 0             | 0             |
| Egyéb               | 0             | 0             |
| Összesen            | 163           | 109           |

## Története
Previja területe már a középkorban is lakott volt, ezt bizonyítja az itteni középkori temető maradványa. Az itt talált stećak sírkövek a 14-15. században terjedtek el Bosznia-Hercegovina, Szerbia, Horvátország és Montenegró területén, és a 10. századi Bulgáriában feltűnt, a kereszténység főáramlatának behódolni nem akaró, Boszniában élő bogumilok sírkövei voltak. A bogumilok többsége az oszmán-törökök európai hódítása során áttért az iszlám hitre.
A Banja Luka és Mrkonjić Grad közötti hegyvidék a középkori zemljaniki plébániához tartozott, amelyet II. Prijezda bosnyák bán 1287-ből származó oklevele említ. Zmijanje a Jajcától északra fekvő Vrbas-völgy várinak elesésével 1527-1528-ban oszmán uralom alá került. Az 1540-ig tartó első időszakban ezt a területet a Bródi kádilukhoz tartozó Vrhovina náhijéhez csatolták, majd az 1535-1540 közötti időszakban, amikor az oszmánok átkeltek a Száván, Zmijanje a Boszniai szandzsákba tartozü Kobaši kádilukhoz tartozott. A helyzet lecsendesedésével a Zmijanje náhije különvált. Először az 1541-es defterben említik a Kobaši kádiluk részeként. 1592-től a Banja Luka-i kádilukban volt. Az oszmán uralom első éveiben a Zmijanje náhije magába foglalta a Vrbas és a Szana folyók közötti teljes területet, valamint délen a Mrkonjić Grad feletti Kozare, Dimitor és Lisina hegyeket. Kicsit később a trijebovoi náhije, mely Mrkonjić Grad környékén feküdt, levált róla. Egyes adatok szerint a 16. század közepétől származó összeírásokban szereplő lakosok ortodoxok voltak. A török időkben Sitnicában, Šljivnóban, Kolimban és Krupa na Vrbasban négy faházas templom épült, amelyre a legenda szerint a zmijanjei Rajko kapott a töröktől jóváhagyást.
A falu területe 1878-ig tartozott az Oszmán Birodalomhoz, majd az Osztrák-Magyar Monarchia része lett. 1879-ben az első osztrák-magyar népszámlálás során az akkor még egységes Previjának 30 háza és 216 lakosa volt. 1910-ben Previja településen 52 házat és 378 ortodox szerb lakost számláltak. A monarchia szétesésével 1918-ben előbb a Szerb-Horvát-Szlovén Királyság, majd 1929-től a Jugoszláv Királyság része. 1921-ben 53 házat és 376 lakost számláltak itt. 1945-től a falu a szocialista Jugoszlávia része volt.
A település 1995 szeptemberéig a boszniai szerb katonai egységek ellenőrzése alatt állt. A boszniai háborút lezáró daytoni békeszerződés rendelkezése alapján az ország területét felosztották a Bosznia-hercegovinai Föderáció és a boszniai Szerb Köztársaság között, ennek során a település a Boszniai Szerb Köztársasághoz és Ribnik községhez került. Lakossága főként mezőgazdasággal és erdőgazdálkodással foglalkozik.

## Nevezetességei
Középkori temető maradványai 20 db fennmaradt stećak sírkővel.